# Evangelische Kirche (Schönbach)

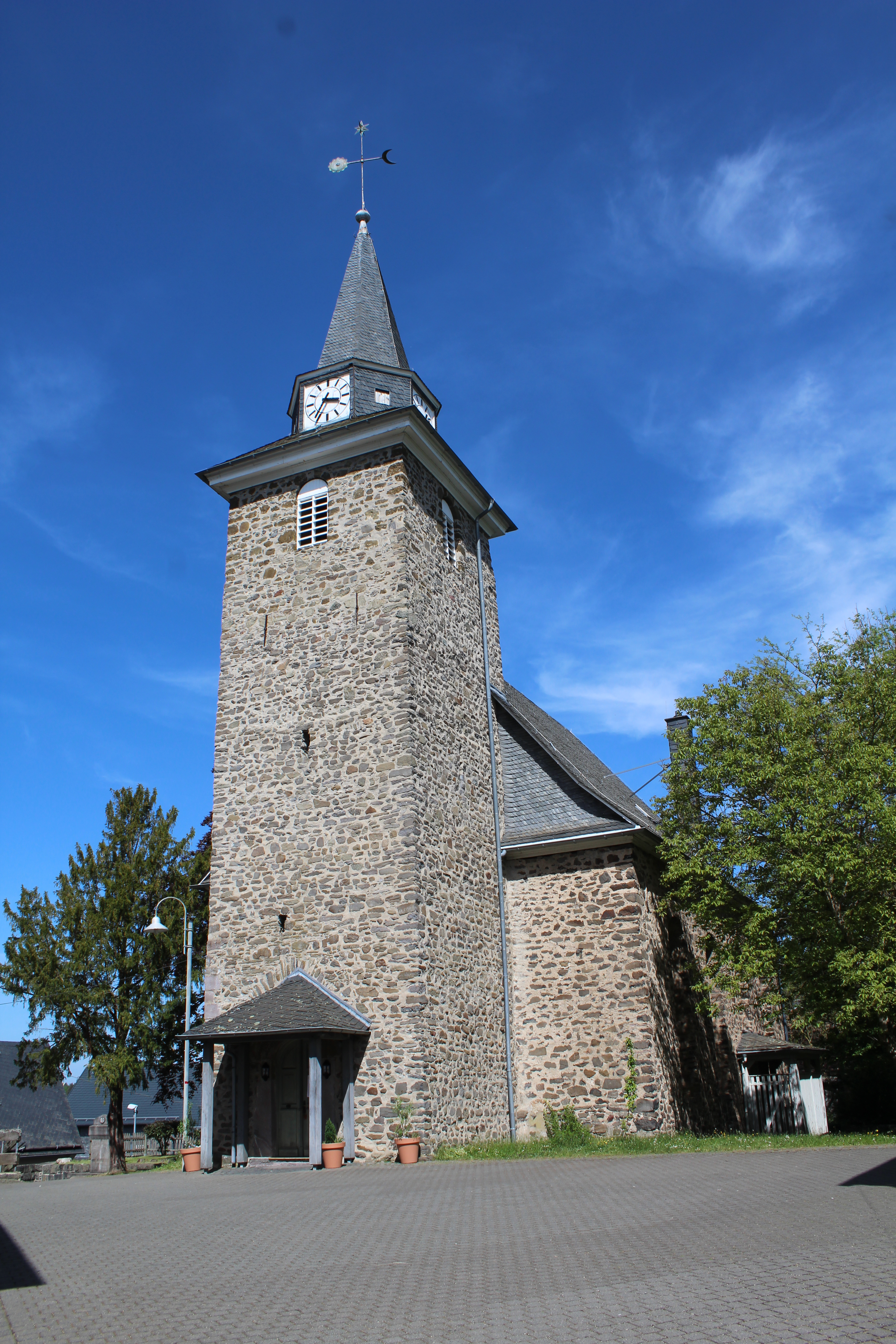
Evangelische Kirche Schönbach von Westen

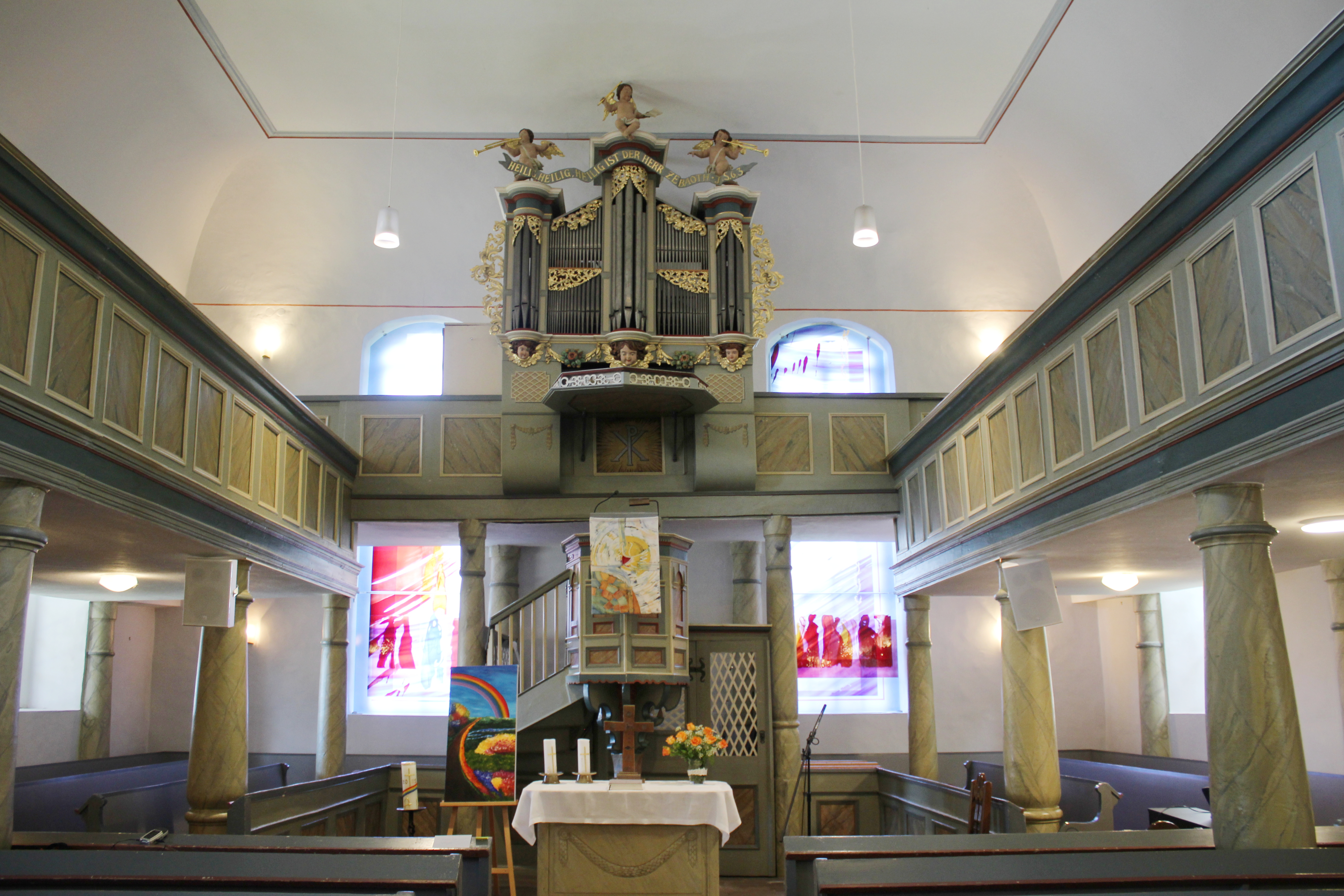
Blick auf Altar, Kanzel und Orgel

Die evangelische Kirche Schönbach ist ein denkmalgeschütztes Kirchengebäude, das in Schönbach steht, einem Stadtteil von Herborn im Lahn-Dill-Kreis (Hessen). Die barocke Saalkirche von 1733 hat einen mittelalterlichen Westturm. Die Kirchengemeinde gehört zum Dekanat an der Dill in der Propstei Nord-Nassau der Evangelischen Kirche in Hessen und Nassau.

## Geschichte
In kirchlicher Hinsicht gehörte Schönbach im ausgehenden Mittelalter zum Dekant Haiger im Archidiakonat St. Lubentius Dietkirchen im Bistum Trier. Der Ort verfügte bereits im 13. Jahrhundert über eine eigene Pfarrei. Mutterkirche war Herborn. Für das Jahr 1283 ist erstmals ein Pleban nachgewiesen. Das Kirchenpatronat hatte vor 1445 Wolfskehl von Vetzberg inne; dann ging es an Nassau-Dillenburg über. Von der mittelalterlichen Wehrkirche ist der Kirchturm erhalten. Mit Einführung der Reformation um 1530 in der Dillenburger Grafschaft wechselte die Kirchengemeinde zum evangelischen Bekenntnis. Um 1578 nahm sie das reformierte Bekenntnis an, als die Herborner Mutterkirche an den Grafen von Nassau-Dillenburg kam.
Anstelle des kleinen Kirchenschiffs wurde 1733 ein größeres gebaut. Dies geschah während der Herrschaft von Christian von Nassau-Dillenburg. Als die Gemeinde 1762 eine gebrauchte Orgel anschaffte, wurde die dreiseitige Empore oberhalb von Kanzel und Altar an der Ostseite erweitert.
Zum Kirchspiel gehören auch die Orte Roth und Erdbach.

## Architektur

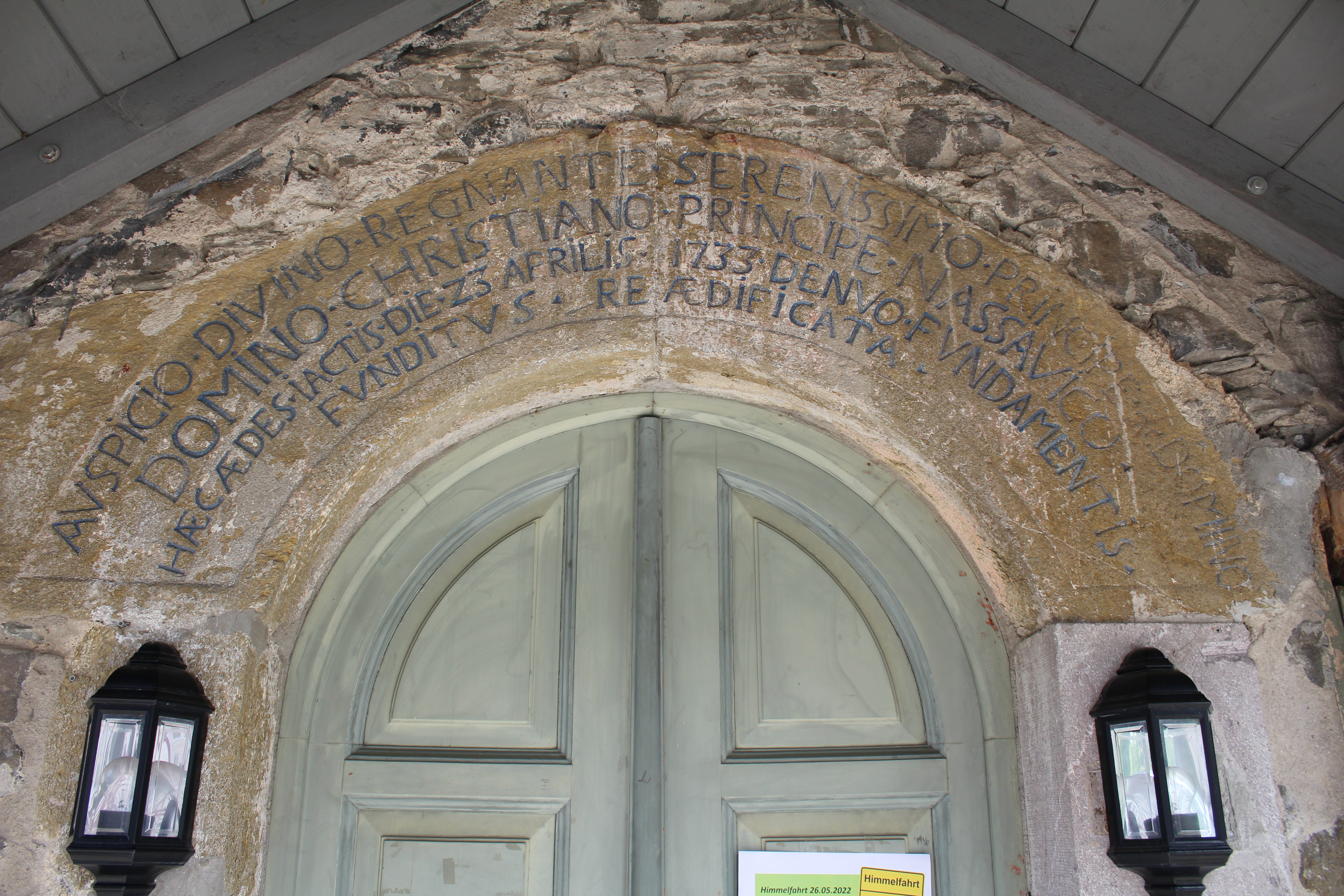
Bauinschrift über dem Westportal

Der schlanke, fensterlose und ungegliederte Westturm auf ungefähr quadratischem Grundriss ist aus Bruchsteinmauerwerk aufgeführt. An jeder Seite ist unterhalb der Traufe eine rundbogige Schallöffnung für das Geläut eingelassen. Eine Inschrift über dem rundbogigen Westeingang erinnert an die Grundsteinlegung des Kirchenschiffs 1733: „AVSPICIO DIVINO REGNANTE SERENISSIMO PRINCIPE AC DOMINO CHRISTIANO PRINCIPE NASSAVICO HAEC AEDES IACTIS DIE 23 APRILIS 1733 DENVO FVNDAMENTIS FVNDITVS REAEDIFICATA“. Die  achteckige Laterne trägt die Zifferblätter der Turmuhr. Der achtseitige, schiefergedeckte Spitzhelm wurde später erneuert. Er wird von einem Turmknauf und einem Kreuz bekrönt, dessen Arme in den Symbolen Sonne, Mond und Stern enden.
Der in etwa geostete Saalbau von 1733 ist auf rechteckigem Grundriss östlich an den eingezogenen Turm angebaut. Es ist ebenfalls aus Bruchsteinmauerwerk errichtet. Das Schiff wird von einem verschieferten Satteldach bedeckt, das im Osten abgewalmt ist. Je vier große Rundbogenfenster an den Langseiten und zwei im Osten belichten den Innenraum. Die Westseite ist fensterlos. Im Süden und Norden sind unterhalb des zweiten Fensters von Osten Portale eingelassen. Das hölzerne Südportal aus dem Ende des 18. Jahrhunderts wird durch ein verschiefertes Vordach und einen Holzverschlag geschützt, während das Nordportal heute durch eine provisorische Metalltür verschlossen wird.

## Ausstattung
Der Innenraum ist mit einer Flachdecke überspannt, die zu den Außenmauern hin abgerundet (gevoutet) ist. Die ursprünglich dreiseitig umlaufende Empore, die von hölzernen toskanischen Säulen getragen wird, wurde beim Einbau der Orgel im Jahr 1769 durch eine etwas erhöhte Ostempore ergänzt. Die Emporenbrüstung hat profilierte hochrechteckige Füllungen, die marmoriert bemalt sind. Die drei Prinzipalstücke Altar, Kanzel und Orgel sind axial über- und hintereinander im Osten aufgestellt. Hinter dem marmorierten Blockaltar ruht der polygonale hölzerne Kanzelkorb des 17. Jahrhunderts auf einem geschnitzten Fuß. Der Schalldeckel ist am Untergehäuse der Orgel angebracht, das einen Teil der Ostempore bildet. Das hölzerne Kirchengestühl mit geschwungenen Wangen lässt einen Mittelgang frei.

## Orgel

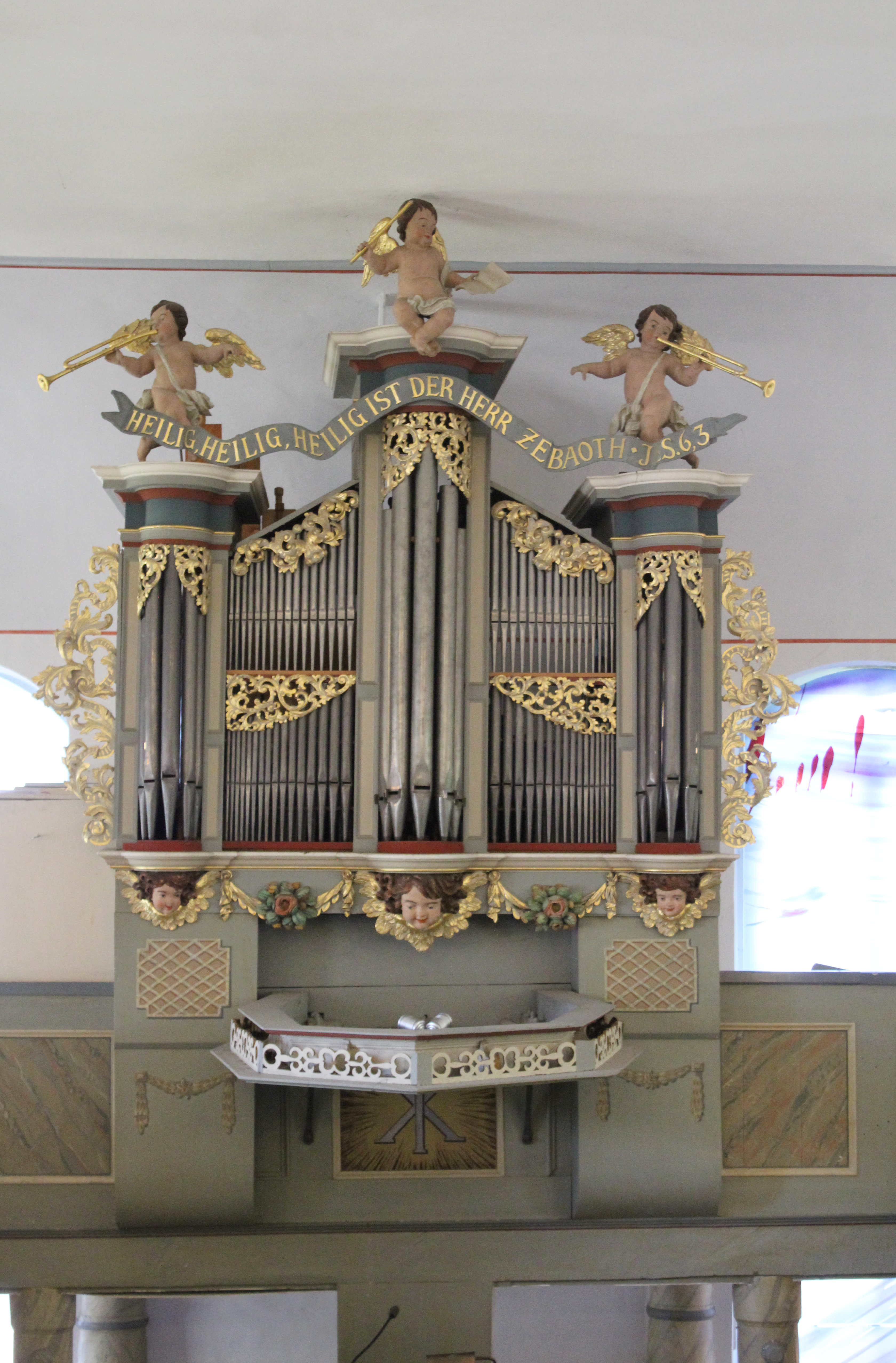
Orgel von 1725

Ein unbekannter Orgelbauer schuf 1725 eine Orgel mit einem Manual ursprünglich für die Kapelle des Jagdhauses Ludwigsbronn (Altes Haus) in Donsbach bei Dillenburg. Zugeschrieben wird sie Florentinus Wang. Im Jahr 1769 wurde das Instrument für 300 Gulden verkauft, nachdem sich schon 1762 Breitscheid um das Werk bemüht hatte. nach Schönbach umgesetzt und dort als Brüstungsorgel eingebaut. 1914 wurde der Zustand der Orgel als schlecht bewertet. 1954 erfolgte ein Umbau durch die Firma Emanuel Kemper, die eine neue Traktur und einen neuen, seitenspieligen Spieltisch sowie vier neue Register einbaute.
Der barocke Prospekt ist fünfachsig gestaltet und reich verziert. Ein überhöhter runder Mittelturm wird von zweigeschossigen Flachfeldern flankiert, die zu den äußeren Rundtürmen überleiten. Vergoldetes durchbrochenes Schnitzwerk schließt die Pfeifenfelder nach oben ob. Akanthuswerk mit Rocaillen bildet die seitlichen Blindflügel. Die drei Rundtürme werden von musizierenden Putti bekrönt und mit einem Schriftband verbunden, das einen Bibelvers trägt: „Heilig, heilig, heilig, ist der Herr Zebaoth, J.s. 6,3“. Unterhalb der drei Konsolen sind Engelköpfe und dazwischen goldene Girlanden mit Blumensträußen angebracht. Die Orgel verfügt über zehn Registern auf einem Manual und Pedal. Die Disposition lautet wie folgt:
| I Manual C–f3  |    |     |
| Gedackt        | 8′ | alt |
| Prinzipal      | 4′ | alt |
| Quintade B/D   | 8′ | neu |
| Viola da Gamba | 4′ | alt |
| Oktave         | 2′ | alt |
| Oktave         | 1′ | alt |
| Mixtur III     |    | neu |
| Cornett IV     |    | alt |

| Pedal C–d1     |     |     |
| Subbass        | 16′ | neu |
| Gedackt-Pommer | 4′  | neu |

- Koppeln: I/P